# 't Stekeltje
't Stekeltje was een verzetsblad uit de Tweede Wereldoorlog, dat vanaf 1 november 1943 tot en met 1 oktober 1944 in Utrecht werd uitgegeven. Het blad verscheen onregelmatig in een oplage tussen de 90 en 140 exemplaren. Het werd gehectografeerd. De inhoud bestond voornamelijk uit algemene artikelen en nieuwsberichten.
Korporaal en vliegtuigmaker W.H. Broere begon in 1941 artikelen uit de landelijke illegale bladen te kopiëren en te verspreiden. Later, in samenwerking met P. Saaleman, groeiden hieruit pamfletten, aangevuld met eigen artikeltjes en voor Radio Oranje gehouden toespraken. In mei 1943 meldde Broere zich niet als beroepsmilitair, maar dook onder in zijn eigen huis. Hij besloot toen zelf een illegaal blad uit te geven, waarin hij systematisch tot verzet aanspoorde.
Vanaf ongeveer mei 1943 kreeg het blad de titel 'Allerlei'. In november van hetzelfde jaar werd de titel gewijzigd in 't Stekeltje. De ruimte waarin het blad werd gemaakt was een kelder welke een groot deel van de tijd onder water stond. Voor de verspreiding zorgde vooral de lokale melkboer. In oktober 1944 moest de uitgave worden beëindigd, omdat de hectografeermachine versleten was.

## Betrokken personen
- P. Saaleman
- W.H. Broere

## Gerelateerde kranten
- Allerlei (verzetsblad, Utrecht)[2]